# Smittia
Smittia är ett släkte av tvåvingar som beskrevs av Holmgren 1869. Smittia ingår i familjen fjädermyggor. Släktet har global utbredning och innehåller flera arter som är viktiga pollinatörer i väldigt kallt klimat.

## Dottertaxa tillSmittia, i alfabetisk ordning[1][2]
- Smittia abiskoensis
- Smittia abruzzae
- Smittia acutilobata
- Smittia admiranda
- Smittia agilis
- Smittia akanduodecima
- Smittia albicauda
- Smittia albipennis
- Smittia algerina
- Smittia allocera
- Smittia alpicola
- Smittia alpilonga
- Smittia alpina
- Smittia amoena
- Smittia amura
- Smittia antelobata
- Smittia aphylla
- Smittia aquilonis
- Smittia arctica
- Smittia aterrima
- Smittia atra
- Smittia atriclava
- Smittia atriventris
- Smittia autumnalis
- Smittia avicorneata
- Smittia bacilliger
- Smittia betuletorum
- Smittia bicinctura
- Smittia bicolorata
- Smittia borealis
- Smittia brachyptera
- Smittia brevifurcata
- Smittia brevipennis
- Smittia capensis
- Smittia celtica
- Smittia clavatiforceps
- Smittia contingens
- Smittia controversa
- Smittia crassicollis
- Smittia davidi
- Smittia distalis
- Smittia distans
- Smittia duplicata
- Smittia durandae
- Smittia edwardsi
- Smittia extrema
- Smittia flavescens
- Smittia flavicornis
- Smittia flaviforceps
- Smittia fletcheri
- Smittia flexinervis
- Smittia foliacea
- Smittia folifera
- Smittia fujiquinta
- Smittia fulvosignata
- Smittia fusciforceps
- Smittia fusciventris
- Smittia gridellii
- Smittia guamensis
- Smittia gusukuensis
- Smittia heptatoma
- Smittia hiberna
- Smittia hidakaijea
- Smittia hoegeni
- Smittia indica
- Smittia insignis
- Smittia itachinudiocula
- Smittia itachipennis
- Smittia itachituberculata
- Smittia kamiacuta
- Smittia karicus
- Smittia kojimagrandis
- Smittia kribiensis
- Smittia lacumarum
- Smittia lasiophthalma
- Smittia lasiops
- Smittia leucopogon
- Smittia limnophila
- Smittia lindneriella
- Smittia littorella
- Smittia longipennis
- Smittia longirostris
- Smittia longitibia
- Smittia longiventris
- Smittia macrura
- Smittia maculipennis
- Smittia magellanica
- Smittia malarodai
- Smittia microcera
- Smittia monochaeia
- Smittia nigrita
- Smittia niitakana
- Smittia nudipennis
- Smittia olivacea
- Smittia orizae
- Smittia ornaticollis
- Smittia orthocera
- Smittia paranudipennis
- Smittia parva
- Smittia polaris
- Smittia polymorpha
- Smittia pratorum
- Smittia proboscidea
- Smittia reissi
- Smittia retracta
- Smittia reyei
- Smittia roena
- Smittia rostrata
- Smittia rupicola
- Smittia sainokoensis
- Smittia schmoelzerella
- Smittia schmoelzeri
- Smittia scutellosetosa
- Smittia sedula
- Smittia seiryuvewea
- Smittia seiryuwexea
- Smittia septentrionalis
- Smittia shadini
- Smittia spitzbergensis
- Smittia stercoraria
- Smittia stiliger
- Smittia subaequalis
- Smittia subnitens
- Smittia subnudipennis
- Smittia subrecta
- Smittia suecica
- Smittia sunababecea
- Smittia superata
- Smittia tenuispina
- Smittia thalassicola
- Smittia thalassobia
- Smittia truncatocaudata
- Smittia tschernovskyi
- Smittia tshernovskii
- Smittia tusimoyezea
- Smittia unicapitis
- Smittia velutina
- Smittia verna
- Smittia vesparum
- Smittia windwardensis
- Smittia wirthi
- Smittia yakyquerea
- Smittia yakyresea
- Smittia zavreli
- Smittia zonata